# Monkey Safari
Monkey Safari ist ein Produzenten-Duo aus Halle (Saale). Ihre Musik bewegt sich im Bereich der elektronischen Tanzmusik. Das Duo hat unter anderem bei den Labels Anjunadeep und Ritter Butzke Records veröffentlicht. 
2013 gründeten Lars Herzog (geb. Rühlemann), Sven Fröhlich und Karl Friedrich das Label Hommage. Seitdem sind sie auch vermehrt auf Festivals vertreten, darunter das Time Warp Festival, Th!nk? und Utopia Island. Das Musikvideo zu der Single Cranes entstand in Zusammenarbeit mit dem Medienkünstler Paul Arne Meyer.

## Diskografie (Auswahl)
Alben
- 2017: Odyssey (Hommage)
- 2019: Hi (Hommage)

EPs
- 2013: Coming Down (Hi-Life) (Ministry of Sound)
- 2018: Obscura (Bedrock Records)
- 2019: Goodknight (Ritter Butzke Records)
- 2020: Gravity / Daka (Anjunadeep)